# 宇目の唄げんか
宇目の唄げんか（うめのうたげんか）は、大分県南部の宇目町（後の佐伯市）およびその周辺地域に伝わる民謡である。

## 特徴
送りと返しからなる対話形式の歌詞が繰り返される子守唄であり、互いに相手を揶揄するような攻撃的な歌詞を特徴とする。大分県南部に広く分布するが、特に宇目町付近では攻撃性が顕著であり喧嘩の様相を呈している。原曲はいくつかの歌詞が歌い手によって自由に選択され繰り返される即興形式であり、地区によっても歌詞の違いがある。歌詞やメロディの一部に五木の子守唄との共通性が見られる。唄げんかの風習は台湾にも見られる。

## 歴史
近くの木浦鉱山に働きに出た夫婦のもとに子守奉公として集められた娘達の唄が原型となっている。子供を背負った娘達が川岸などに数名集まり二群に分かれて歌い合ったと伝えられており、つらい子守仕事のストレスから攻撃的な歌詞になったと考えられている。明治末期頃に子守奉公の風習が廃れるとともに歌われなくなった。
第二次世界大戦後、大分県主催の民謡大会で歌われたことが契機となり、地元小学校教師の安藤隆が町内に住む老人達から聞き取りを行い様々なバリエーションが収集された。1949年（昭和24年）に奥宇目民俗保存会が編曲し、1953年（昭和28年）にレコード化され日本全国に知られることとなった。